# Urosigalphus meridianus
Urosigalphus meridianus är en stekelart som beskrevs av Gibson 1982. Urosigalphus meridianus ingår i släktet Urosigalphus och familjen bracksteklar. Inga underarter finns listade i Catalogue of Life.